# M27 IAR
M27 IAR（M27 Infantry Automatic Rifle：歩兵用自動小銃）は、アメリカ海兵隊が採用したモジュール分割式の小火器である。

## 概要

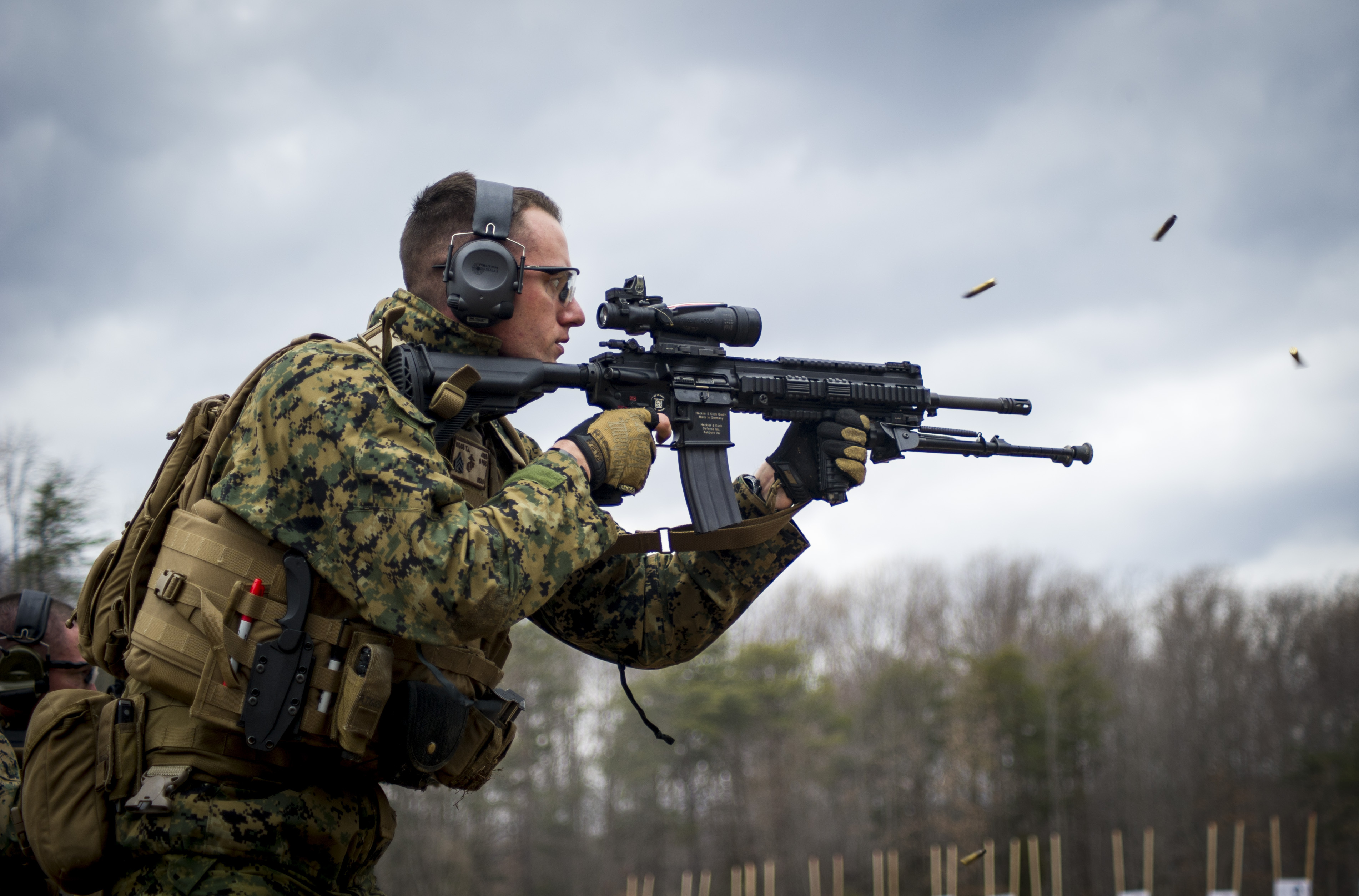
ACOGを取り付けたM27で射撃訓練中の海兵隊員

アメリカ陸軍がM249分隊支援火器（国産化されたミニミ軽機関銃）を制式採用して以降、先進各国の軍隊でもミニミ軽機関銃の配備が進められた。しかし、湾岸戦争において致命的な火力不足が国防総省へと伝えられ、古参のM60機関銃代替用にテストしていたM240機関銃（国産化されたFN MAG機関銃）を急遽追加装備することになった。
ところが、対テロ戦争の任務の大半を占めた市街地戦や山岳戦では重量増が嫌われ、プラスチック製弾薬箱よりも布製の弾薬ポーチが多用され、一戦闘辺りの弾薬使用量が減ったことや、遠くからでも識別しやすい機関銃手が集中攻撃されたりした戦訓から、専用の給弾・発射機構を持ち、大型で重い「高威力で弾をばら撒ける軽機関銃」より、小銃手と見分けがつかず射撃精度の高い「分隊誰もが使える“小銃型”支援火器」を切望する声が上がり、より取り回しが楽な「IAR」（Infantry Automatic Rifle：歩兵自動火器）を急遽開発する必要が生じた結果、生まれたのが本火器である。

## 特徴
M27 IARは、端的に言えば銃身を肉厚の重銃身（ヘビーバレル）としたH&K HK416-16.5"（HK416 16.5インチバレルモデルの名称）で、HK416との差異は、他には銃身の中程、ハンドガードの前端部にアメリカ軍規格の着剣装置（銃剣装着用金具）が追加されているのみである（ハンドガードはHK416の標準モデルよりも長い11インチ長のものが装備されている）。
M4クローンであるHK416から派生したM27 IARは、M249よりも圧倒的に軽量でオートマチックライフルマン（分隊支援火器の運用を行う兵士）の機動力向上が期待されるほか、射撃精度で優れている。
照準器として折畳式の照星と照門が装備されているが、海兵隊では基本装備の一つとしてトリジコン社製のACOG（SU-258/PVQ）光学照準器を本銃に装着している。ACOGは倍率付のスコープであり、近接戦闘には適していないため、ACOGの上部に100m以下の照準に有効な「RMRサイト」が装着されており、交戦距離に応じて両者を使い分けられるようになっている。ハンドガード下部には標準的にバイポッドとフォアグリップ、もしくは「グリップポッド（グリポッド）」が装着されている。これは、二脚（バイポッド）を収納したフォアグリップのことで、アメリカ軍では陸軍や海兵隊で広く採用されている。

## 開発・配備

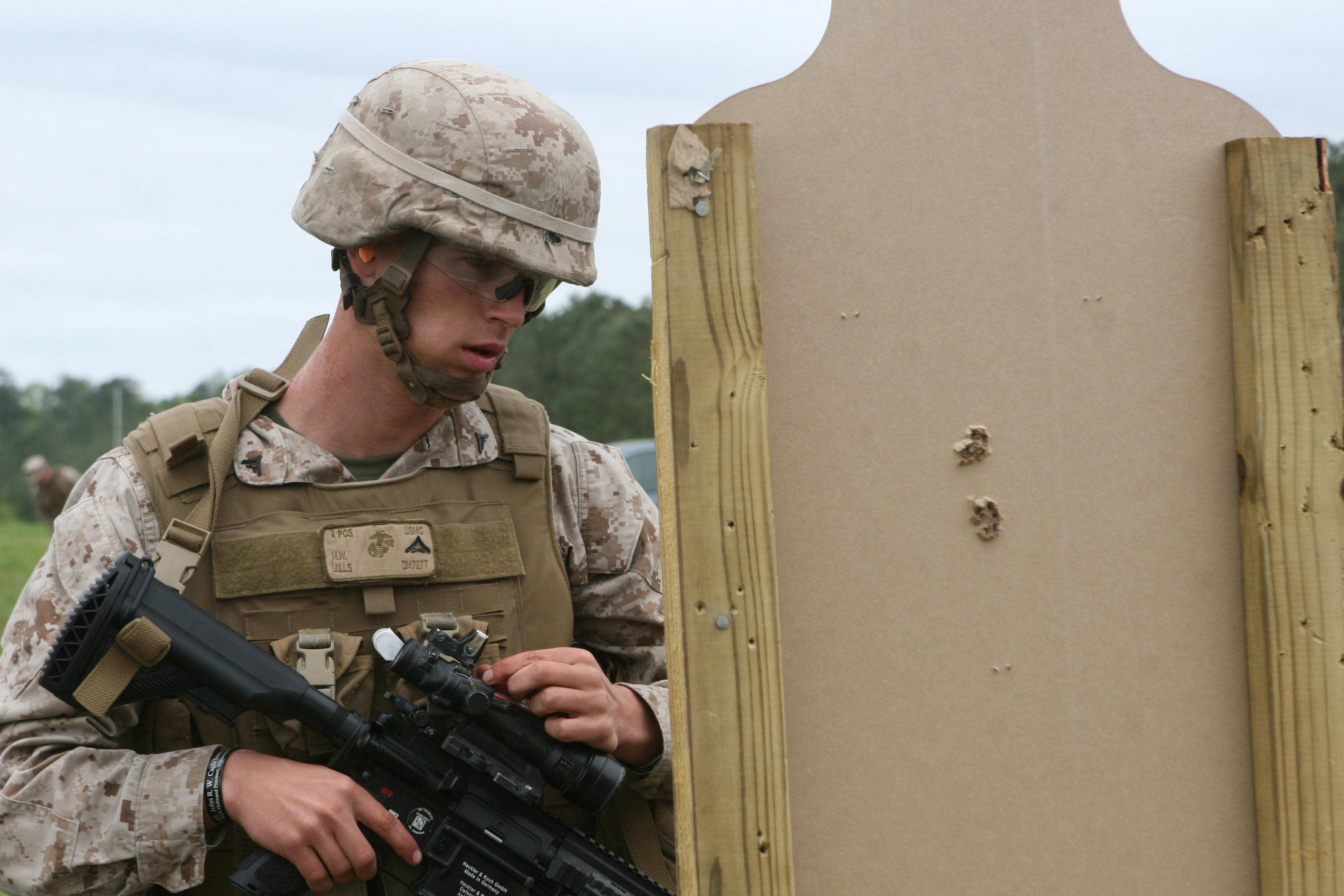
M27で射撃した標的を見る海兵隊員。標的の二か所に開いた穴は、それぞれ複数の弾痕で成り立っている。

IAR計画は2005年に始まり、翌年2006年からコルト社、LWRC社、FN社、H&K社などが参加した選定が行われた。選定の結果、2009年12月にH&K社の案（H&K HK416の派生型）が採用され、2010年の夏にM27の制式名称が付与された。2011年からはアフガニスタンに展開する部隊に配備が開始され、現地でのテストが行われた。
アメリカ海兵隊では、歩兵大隊および軽装甲偵察大隊向けに6,500丁のM27 IARを購入し、M249軽機関銃と部分的に置き換える計画である。ただし、M27 IARでM249を完全に代替するのではなく、約8,000-10,000丁のM249は継続使用する予定である。M27とM249の運用については中隊長クラスの裁量で決められる。
さらに、3-9倍のスコープを装着しSAM-R(Squad Advanced Marksman Rifle：分隊上級選抜射手ライフル)の後継として配備することが計画され、2017年にはM27 IARにリューポルド社製 Mark 4 MR/T 2.5-8x36mmスコープとナイツアーマメント(KAC)社製 QDSS-NT4 サプレッサーを装着したモデルがM38 SDMR(Squad Designated Marksman Rifle：分隊選抜射手ライフル)として運用が始められた。
2021年5月にM27の短銃身バージョンM27 RWK(Reconnaissance Weapons Kit : 偵察用兵器キット)の試験運用が始まった 。
2025年現在は以前の制式小銃だったM16A4に代わる新制式小銃として全ての海兵隊員に配備されている。なお、アメリカ陸軍はM27 IARを採用する計画はない。

## 批判
欠点として、M249で採用されているベルトリンク給弾方式ではなくSTANAG マガジンで給弾を行う方式を採用しており、装弾数が少ないために連続した制圧射撃には不向きなことが挙げられる。また、M249は連続射撃によって過熱劣化した銃身を簡単に交換できるが、M27は前線で簡単に銃身を交換できるよう設計されていない。装弾数については、ベータカンパニー社製「C-Mag」やシュアファイア製「MAG5-60」・「MAG5-100」などの大容量弾倉を使用することにより改善可能であるが、信頼性などの理由から海兵隊では採用しておらず、通常は30連STANAG マガジンを22本（660発）携行する。この制圧射撃力の不足に関する問題は、従来のM249の支持者とM27の導入を支持する人々との間で大きな議論を呼んだ。2009年には、当時の海兵隊総司令官であるジェームズ・T・コンウェイ大将がM27の制圧射撃能力に疑問を呈しており、海兵隊の中でも批判的な意見が存在したことが分かる。中でも「（装弾数の少なさから）連続した射撃ができない」点、それに付随して「連続した射撃音で敵を制圧できない」点については批判も多かった。
こういった批判に対して、海兵隊員からは「制圧射撃は射撃数と精度の両方に依存しており、精度が上がれば制圧に必要な弾数も減る」という意見が出ている。また射撃音による制圧効果は50口径以下の銃では望めないという声もあり、持続して射撃できる弾数が減っても制圧効果は変わらないことを示唆した。またコンウェイ大将の後任として海兵隊総司令官となったジェームズ・F・エイモス大将はコンウェイとは対照的にM27を積極的に推進しており、自身が航空機搭乗員だったことをもじって「錆びついた元戦闘機パイロットの私でも、IARを使って500mの距離で目標に射撃することができた」と語っている。

## 実戦での評価
第3海兵師団の第3海兵連隊第1大隊は2011年、84丁のIARと共にアフガニスタンに展開した。もともとM249を使用していた兵士はM27の配備を快く思っていなかったという。しかし実際に射撃してみると、その射撃精度の高さから兵士たちはM27の真価を認めた。800ヤードの距離を正確に射撃できる精度とバイポット等を使用してフルオートで射撃できる利便性を併せ持つことから、ある兵士は「2種類の銃が一つになった」と評した。当時の第1大隊長のショーン・リオルダン中佐もM27の有効性について高く評価しており、「ACOGを装備したM27で正確に狙う1発は、M249で連続射撃する3,4発分に匹敵する」と話している。M27の導入により、実戦での制圧射撃の方法は「射撃量と音による制圧」から「射撃精度に重きを置いた制圧」へとシフトしたという。

## バリエーション

### M38 SDMR

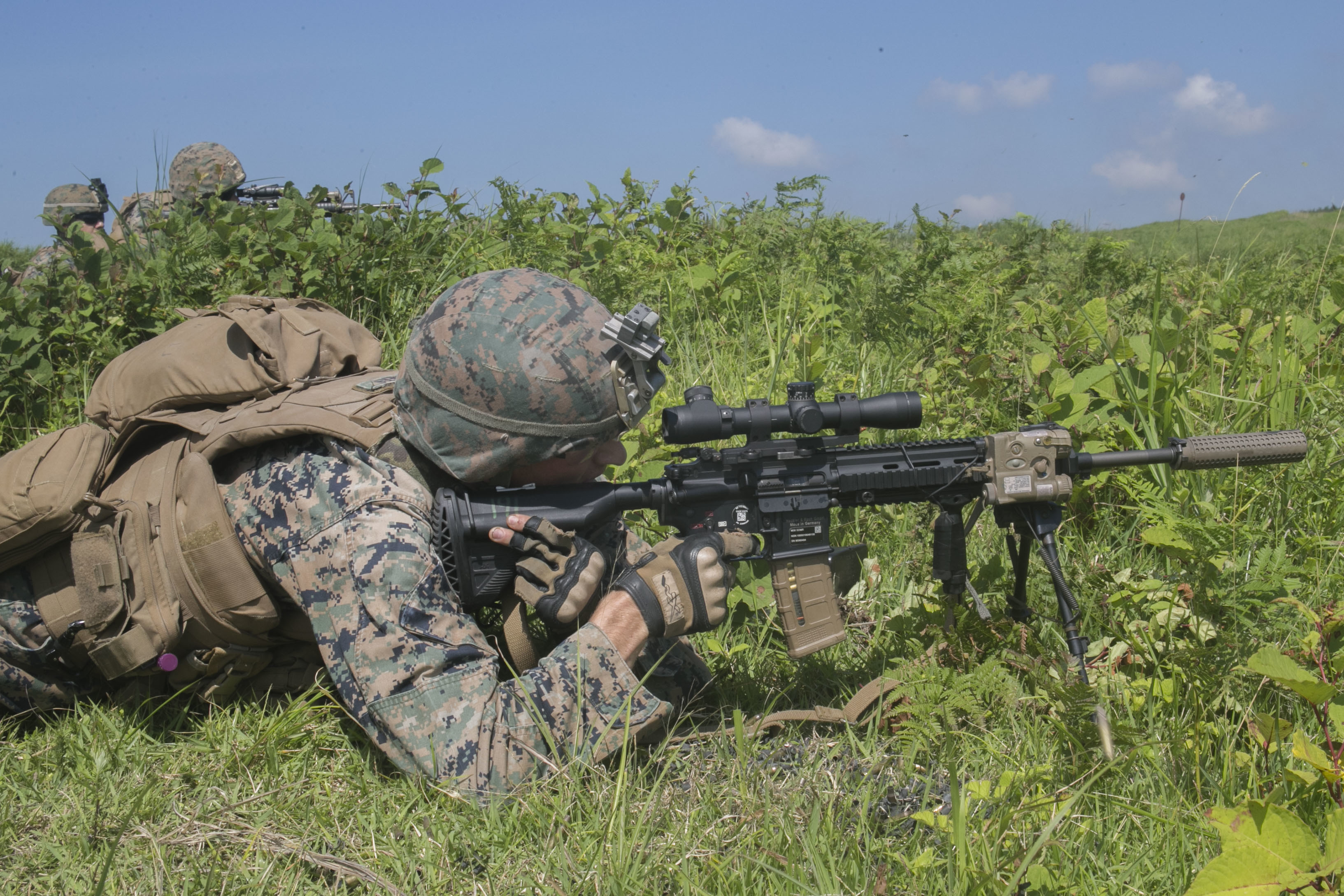
M38 SDMRで射撃を行う第5海兵隊第2大隊の海兵隊員

M38 SDMR(Squad Designated Marksman Rifle：分隊選抜射手ライフル)は以前使用されていたSAM-R(Squad Advanced Marksman Rifle：分隊上級選抜射手ライフル)の後継として配備することが計画され、2017年にはM27 IARにリューポルド社製 Mark 4 MR/T 2.5-8x36mmスコープとナイツアーマメント(KAC)社製 QDSS-NT4 サプレッサーを装着したモデルがM38 SDMRとして運用が始められた。M38の命名はM27と同様の慣例に従い、ライフルをテストした第8海兵隊第3大隊にちなんで名付けられた 。
2018年4月までに、3つの海兵隊遠征部隊に配備が完了した。 スコープとQDSSサプレッサーを装備したM38 SDMRが歩兵分隊ごとに1丁配備され、600メートル以内のターゲットと交戦する。 完全な運用能力は2018年9月に予定されている。

### M27 RWK

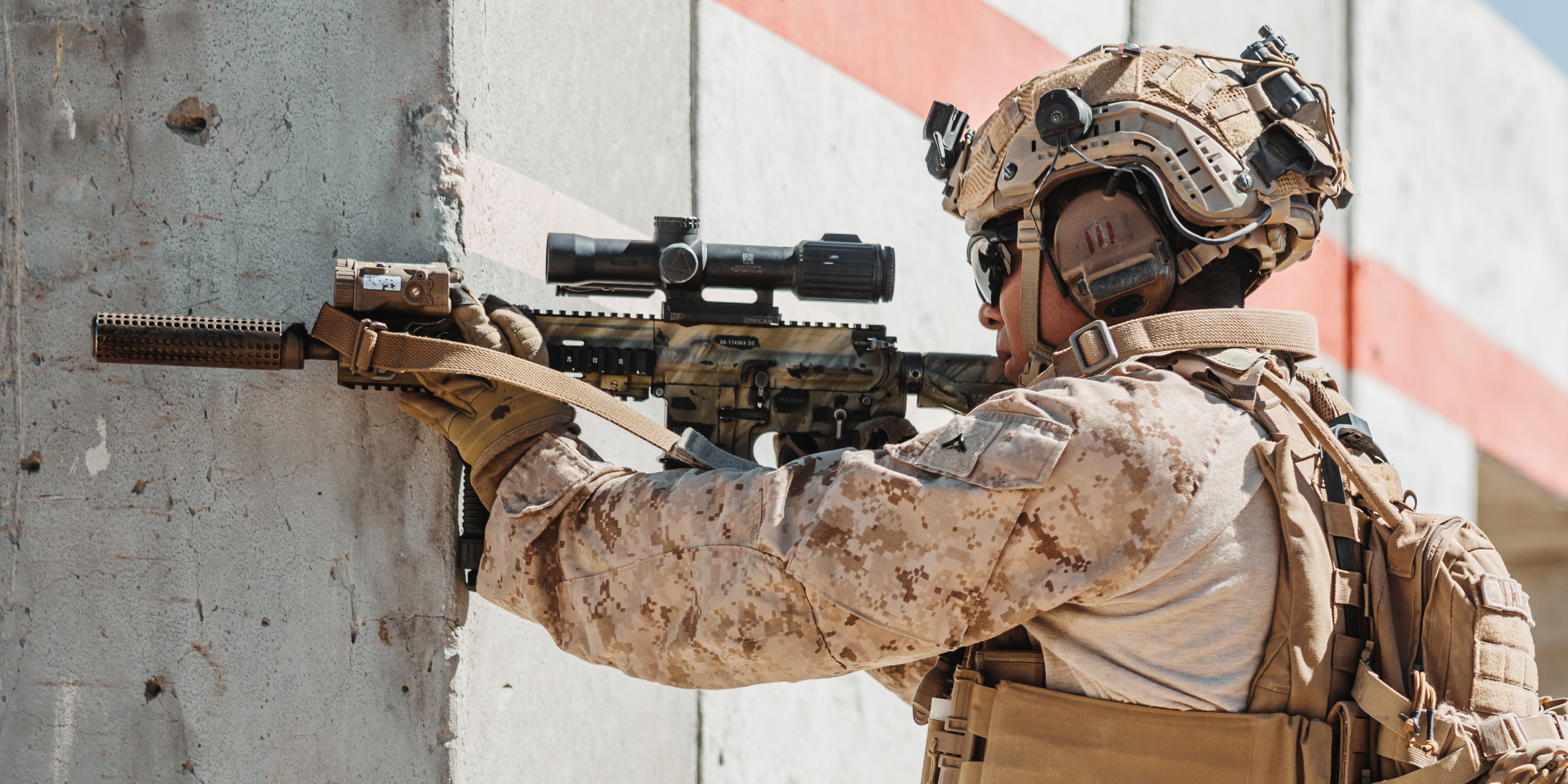
M27 RWK (偵察用兵器キット)、分隊共通光学照準器 (SCO)、KAC NT4 QDSS サプレッサー、AN/PEQ-16 付き

M27 RWK(Reconnaissance Weapons Kit : 偵察用兵器キット)は、近接戦闘用のSURG（Suppressor Upper Receiver Group/サプレッサー一体型アッパーレシーバー）の需要から、2021年5月に第2海兵師団第2偵察大隊に配備されたM27の派製型である。通常のM27に比べ銃身が 16.5インチから10.4インチに縮小している。

## ギャラリー

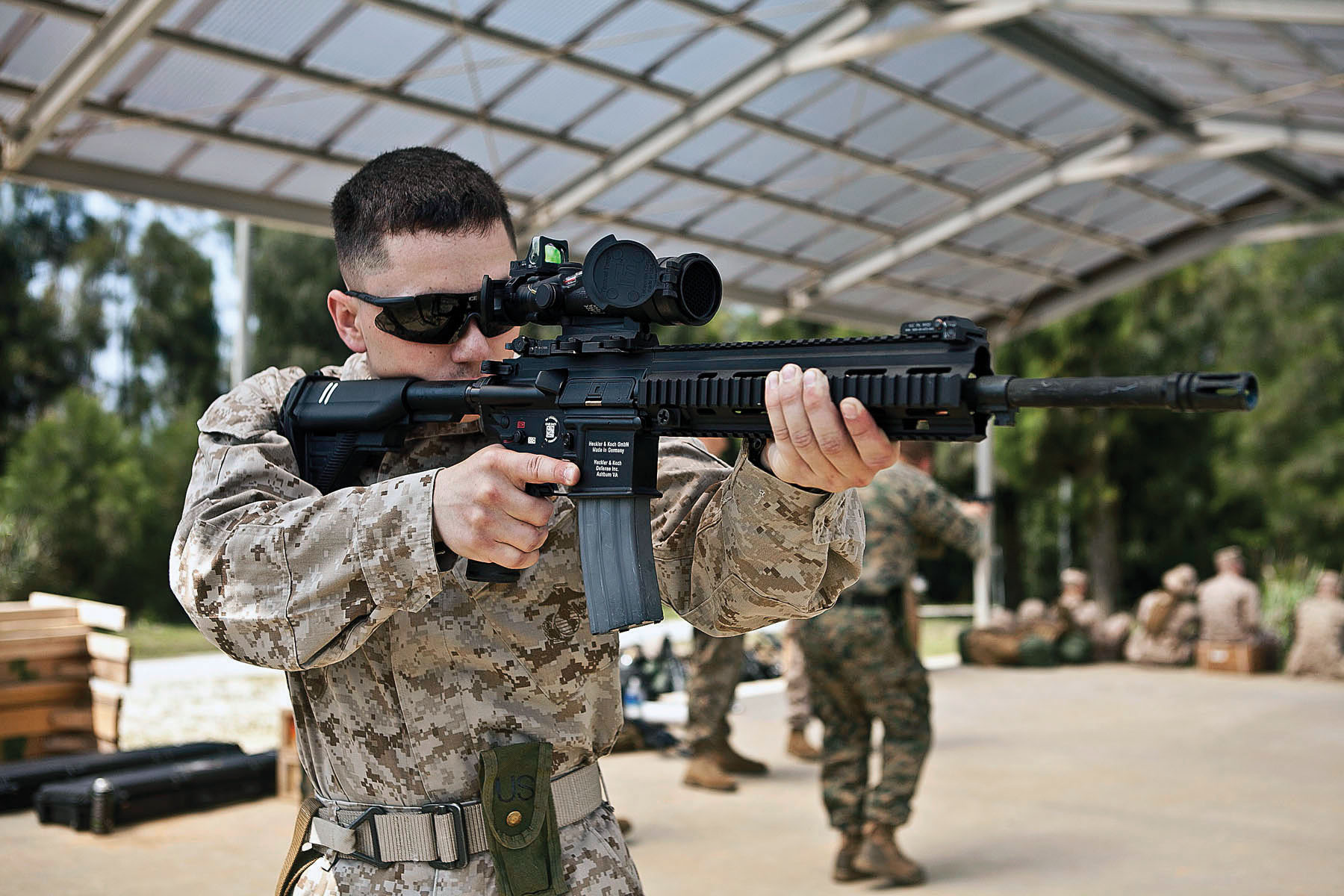
M27の取扱方法を練習する海兵隊員。
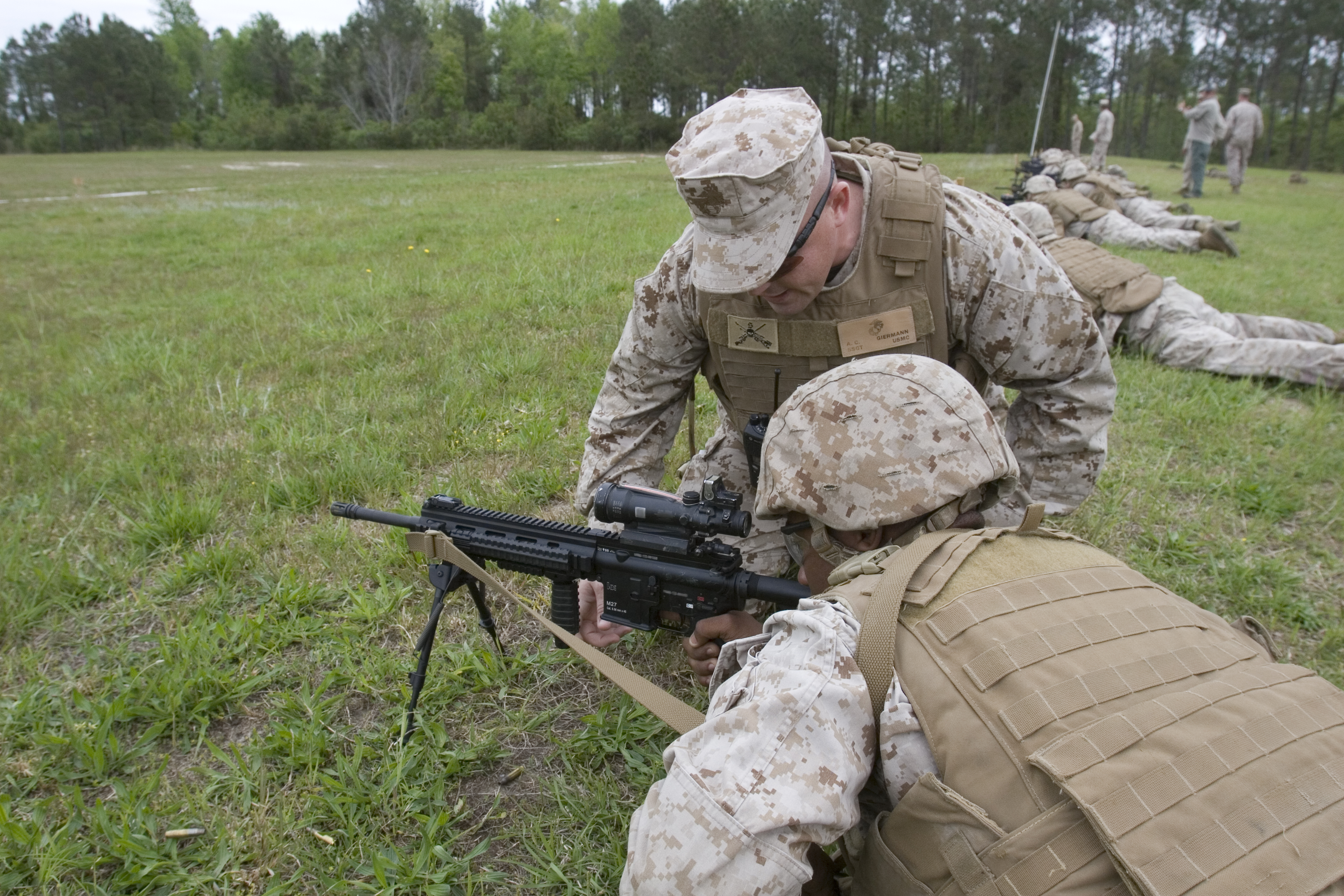
M249からの転換訓練を受ける海兵隊員。
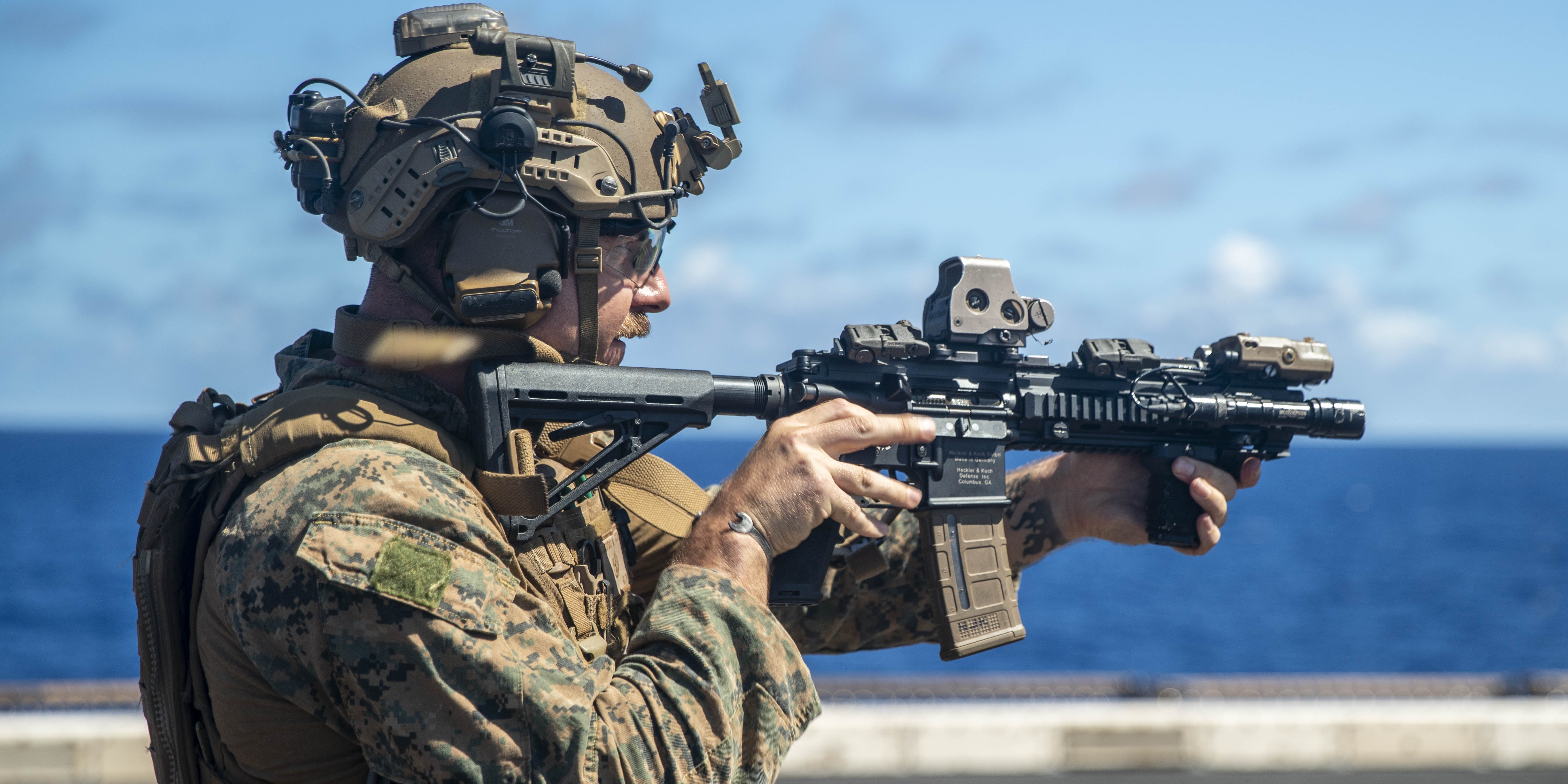
M27 RWKを構える海兵隊員。
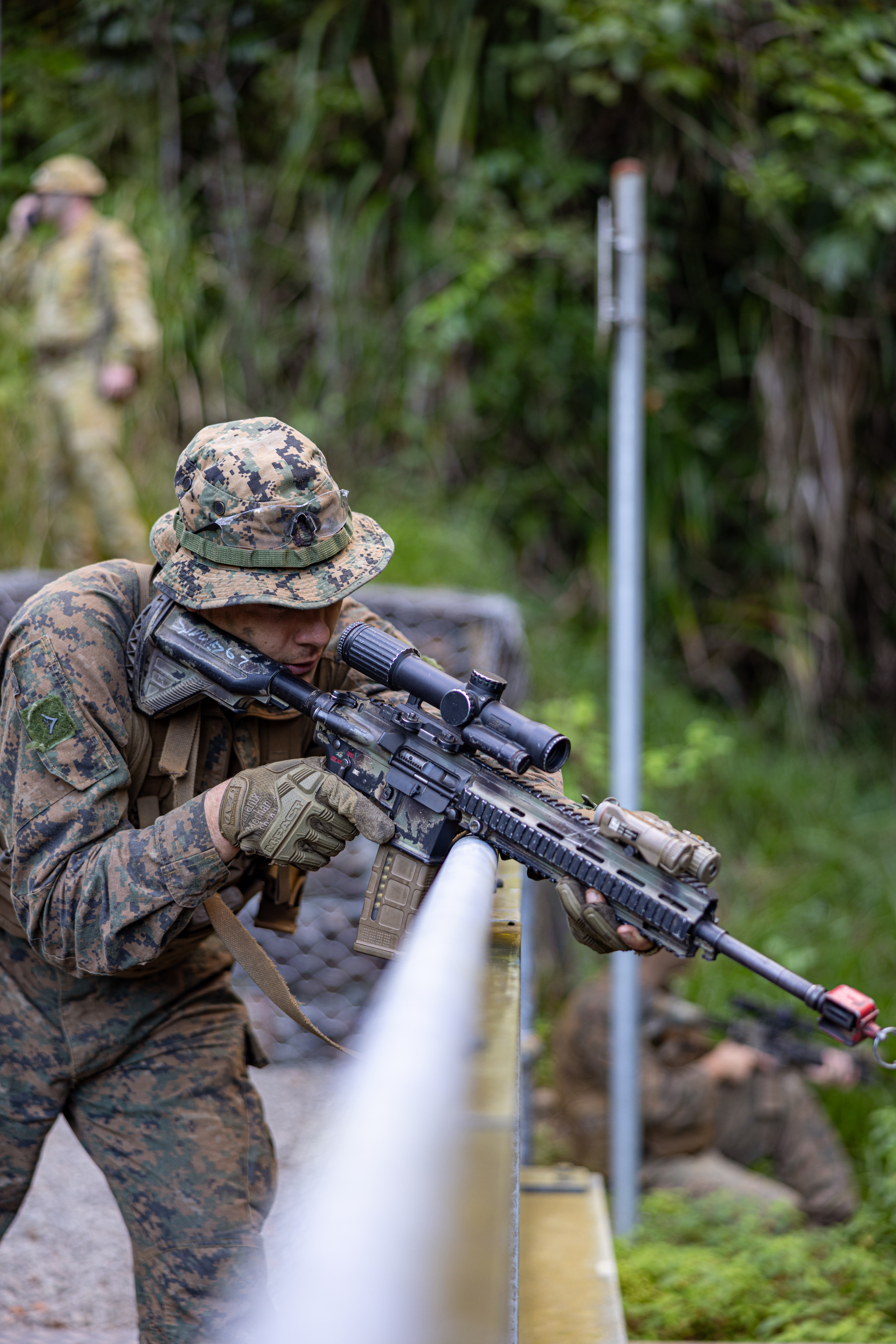
VCOGを取り付けたM27を構える海兵隊員。

## 登場作品

### ゲーム
『コール オブ デューティシリーズ』
『CoD:BO2』
キャンペーン、マルチプレイ、ゾンビモードで使用可能。
『CoD:G』
マルチプレイモードにて使用可能。
『バトルフィールド3』
援護兵の主武器として使用可能。
『荒野行動』-
「M27」という名称で登場。通常物資として落ちている。
-
『Squad』

　　「米海兵隊」チームの一部兵科にて登場。
1. ↑  dvisd(DEFENSE VIDEO IMAGERY DISTRIBUTION SYSTEM)＞3/8 Fires the M27 and M38 ※2017年12月26日閲覧
2. 1 2  “USMC Fields Heckler & Koch M27 as M38 Designated Marksman Rifle”. The Firearm Blog (2017年12月29日). 2022年5月1日時点のオリジナルよりアーカイブ。2025年3月7日閲覧。
3. ↑  "Weapons, Vehicles, Aircraft, and Gear". 2025年4月29日閲覧。
4. 1 2 3 4 5  Robert Bruce (2012年11月20日). “M27, PART TWO: FROM BAR TO IAR – HOW THE MARINES FINALLY GOT THEIR INFANTRY AUTOMATIC RIFLE”. SMALL ARMS DEFENSE JOURNAL 2017年12月26日閲覧。
5. ↑  “IAR What IAR: The USMC’s SAW Substitution”. 2015年7月30日閲覧。
6. 1 2 3 4 5  Gina Cavallaro (2011年7月19日). “IAR wins over skeptical Marine infantrymen”. Marine Corps Times 2015年7月30日閲覧。
7. ↑  dvisd(DEFENSE VIDEO IMAGERY DISTRIBUTION SYSTEM)＞3/8 Fires the M27 and M38 ※2025年3月7日閲覧
8. ↑  “The Corps is on track to fully field the M38 marksman rifle, despite setbacks for the M27 IAR”. Marine Corps Times (2018年4月27日). 2022年5月1日時点のオリジナルよりアーカイブ。2025年3月7日閲覧。
9. ↑  United States Defense Media (18 October 2024). M27 IAR with RWK | Short-Barrel HK416A5 Upper Receiver For Recon Marines. YouTubeより2025年3月5日閲覧.
10. ↑  Trevithick, Joseph (2022年9月13日). “Marine Recon Units Get Short-Barrel Versions Of The H&K M27 Rifle” (英語). The War Zone. 2025年3月5日閲覧。